# Darlan Souza
Darlan Ferreira Souza (ur. 24 czerwca 2002 w Nilópolis) – brazylijski siatkarz, reprezentant kraju, grający na pozycji atakującego.
Jego o 8 lat starszy brat Alan, również jest siatkarzem.
1 kwietnia 2024 roku w barwach klubu SESI-Bauru w pierwszym meczu ćwierćfinałowym przeciwko drużynie Araguari Vôlei w jednym secie zdobył 18 punktów a w całym meczu 41 punktów. 13 kwietnia 2024 roku w pierwszym półfinałowym meczu brazylijskiej Superligi przeciwko drużynie Joinville Vôlei zdobył 48 punktów.

## Sukcesy klubowe
Mistrzostwo Brazylii:
- 2024[8]
- 2022

Klubowe Mistrzostwa Ameryki Południowej:
- 2025[9]

## Sukcesy reprezentacyjne
Mistrzostwa Ameryki Południowej Kadetów:
- 2018[10]

Mistrzostwa Świata:
- 2022[11]

Puchar Panamerykański:
- 2023[12]

Igrzyska Panamerykańskie:
- 2023[13]

Liga Narodów:
- 2025[14]

## Nagrody indywidualne
- 2018: MVP Mistrzostw Ameryki Południowej Kadetów
- 2023: Najlepszy atakujący i serwujący Pucharu Panamerykańskiego[15]
- 2023: Najlepszy atakujący i serwujący Igrzysk Panamerykańskich[16]